# Даунинг-колледж
Даунинг-колледж (англ. Downing College) — один из 31 колледжей Кембриджского университета в Великобритании. Основан в 1800 году. Особенно известен образованием в области юриспруденции. Его почетным феллоу с 1950 являлся палеоботаник Хью Хэмшоу Томас (феллоу с 1914).